# Элдан, Ронен
Ронен Элдан (ивр. רונן אלדן‎; род. 1980, Тель-Авив) — израильский математик и физик-теоретик. Профессор Института Вейцмана, специализируется в области теории вероятностей, математического анализа, теоретической информатики и теории машинного обучения.
Лауреат Премии Эрдёша (2018) и Премии Блаватника для молодых учёных (2022). Выступал в качестве оратора на Международном конгрессе математиков в 2022 году.

## Биография
Ронен родился в 1980 году в Израиле. Большую часть детства провел в Рамат-Авив. В 2005 окончил Открытом университете Израиля со степенью бакалавра в математике, которая в 2006 году была дополнительно расширена дисциплиной по физике в Тель-Авивском университете.
Осенью 2011 года проходил интернатуру в Microsoft Research.
В 2013 году получил докторскую степень в Тель-Авивском университете под научным руководством профессоров В. Мильмана и Б. Клартага, специализируясь на вероятностях, многомерной геометрии выпуклых тел и вычислительной геометрии.

## Карьера
В 2015 году присоединился к профессорскому составу математического факультета Института Вейцмана
Работа профессора Ронена Элдана привела к прорывам в решении гипотез математической теории многомерных явлений, которые оказали глубокое влияние на области статистики, машинного обучения и теоретической информатики. Его исследования охватывают несколько областей математики с упором на многомерную вероятность. Один из главных вкладов Олдена — разработка новой методологии, основанной на неожиданной связи между анализом многомерных систем и стохастическим интегралом. Более того, его направление прикладных исследований привело к новому пониманию ограничений нейронных сетей в машинном обучении и новому алгоритму принятия решений в искусственном интеллекте.

## Избранные работы
- Eldan, Ronen (19 февраля 2011). A Polynomial Number of Random Points Does Not Determine the Volume of a Convex Body. Discrete & Computational Geometry. 46 (1). Springer Science and Business Media LLC: 29–47. doi:10.1007/s00454-011-9328-x. ISSN 0179-5376.
- Eldan, Ronen (22 марта 2013). Thin Shell Implies Spectral Gap Up to Polylog via a Stochastic Localization Scheme. Geometric and Functional Analysis. 23 (2). Springer Science and Business Media LLC: 532–569. doi:10.1007/s00039-013-0214-y. ISSN 1016-443X.
- Eldan, Ronen (30 октября 2014). A two-sided estimate for the Gaussian noise stability deficit. Inventiones mathematicae. 201 (2). Springer Science and Business Media LLC: 561–624. doi:10.1007/s00222-014-0556-6. ISSN 0020-9910.
- Sébastien Bubeck, Ronen Eldan: «Multi-scale exploration of convex functions and bandit convex optimization», 2015; arXiv:1507.06580.
- Sébastien Bubeck, Ronen Eldan, Yin Tat Lee: «Kernel-based methods for bandit convex optimization», 2016; arXiv:1607.03084.
- Eldan, Ronen; Lee, James R. (1 апреля 2018). Regularization under diffusion and anticoncentration of the information content. Duke Mathematical Journal. 167 (5). Duke University Press. doi:10.1215/00127094-2017-0048. ISSN 0012-7094.

## Награды
- Премия Хаима Нессяху по математике (2013)[8]
- Премия Эрдёша (2018)[9]
- Премия Блаватника для молодых учёных (2022)[2][10]